# Jacquesdietrichite
La jacquesdietrichite è un minerale.